# 漢口日本巡查射殺事件
漢口日本巡査射殺事件（日语：／）又稱漢口事件，是1936年9月19日发生在中华民国汉口日租界的一起日本領事館警察被杀事件。

## 背景
事件发生时，中国共产党在中华民国开展反日宣傳活动，反日运动蓬勃发展。此時接連發生襲擊日本人的事件，例如1935年1月21日發生的汕頭日本巡査射殺事件，7月10日發生上海日本商人射殺事件，11月9日發生中山水兵射殺事件，8月24日發生成都事件，9月3日發生北海事件。

## 事件概要
1936年9月19日上午11时30分，在汉口租界河街大正街日本总领事馆第9号哨所值班的来自长崎县的吉岡庭二郎警官，在距离标准石油前的道路约7至9米处的一家烟草店与店主聊天时，一名37或38岁的中国人用暗藏的手枪近距离射击吉冈警官的左颈，結果吉岡庭二郎当场死亡。
事件发生后，日本总领事馆立即向湖北省政府主席杨永泰和漢口市市长通报了这一事件，并要求进行调查，抓捕肇事者。
9月22日，日方的总领事三浦義秋与杨永泰举行会谈，杨永泰表示会配合调查肇事者，但事件发生在日本租界，所以中方没有责任。不過三浦義秋認為中国对这一事件负有责任，因为事故現場屬於中国巡逻人员巡逻的範圍。

### 引用
1. ↑  p652 日本外交文書デジタルアーカイブ 昭和期II第1部 第5巻 上巻
2. ↑  日本政府. . 日本政府. 1937: 昭和十二年週報第40号（25）  [2022-01-06]. （原始内容存档于2022-01-06）.
3. 1 2 3 4 5 6  渡部昇一（日语：渡部昇一）. . PHP研究所. 2006: 209. ISBN 4569648576.
4. 1 2 3 4  . 日本外務省.   [2012-02-05]. （原始内容存档于2021-05-13）.
5. ↑  . 大阪每日新闻. 神户大学. 1936-05-02  [2012-02-05]. （原始内容存档于2020-11-03）.
6. 1 2 3 4  井本熊男. . 芙蓉書房出版. 1998: 53. ISBN 4829502215.
7. ↑  pp652-653 日本外交文書デジタルアーカイブ 昭和期II第1部 第5巻 上巻
8. ↑  . 大阪朝日新聞. 神户大学. 1936-09-19  [2012年2月5日]. （原始内容存档于2020-06-10）.
9. ↑  p653 日本外交文書デジタルアーカイブ 昭和期II第1部 第5巻 上巻
10. ↑  新華月報. . 新華月報社. 1950: 52.
11. 1 2 3 4  pp654-656 日本外交文書デジタルアーカイブ 昭和期II第1部 第5巻 上巻

### 资料
- 日本外交文書デジタルアーカイブ 昭和期II第1部 第5巻 上巻 （页面存档备份，存于）

## 關聯項目
- 汉口事件
- 萬縣事件
- 山東出兵（日语：山東出兵）
- 五三慘案
- 南京事件 (1927年)
- 义和团运动